# Lanoux
Lanoux är en kommun i departementet Ariège i regionen Occitanien i södra Frankrike. Kommunen ligger  i kantonen Le Fossat som ligger i arrondissementet Pamiers. År 2022 hade Lanoux 62 invånare.

## Befolkningsutveckling
Antalet invånare i kommunen Lanoux
Referens: INSEE